# 427 v.Chr.
Het jaar 427 v.Chr. is een jaartal volgens de christelijke jaartelling. 

## Gebeurtenissen

### Griekenland
- Atheense troepen onder generaal Paches veroveren Mytilini. Op voorstel van Cleon moet de stad vernietigd worden en alle mannen geëxecuteerd.
- In de Griekse provincie Boeotië wordt Plataea door de Spartanen veroverd en verwoest.
- Koning Agis II (427 - 399 v.Chr.) bestijgt de troon van Sparta.

### Italië
- In Rome wordt het ambt van Quaestor benoemd voor een publieke vertegenwoordiger, die toezicht houdt over de schatkist en financiën van de Romeinse Republiek.

## Geboren
- Koan (~427 v.Chr. - ~291 v.Chr.), keizer van Japan
- Plato (~427 v.Chr. - ~347 v.Chr.), Grieks filosoof en schrijver

## Overleden
- Archidamus II, koning van Sparta